# Ovodynerus chapini
Ovodynerus chapini är en stekelart som först beskrevs av Joseph Charles Bequaert 1918.  Ovodynerus chapini ingår i släktet Ovodynerus och familjen Eumenidae. Inga underarter finns listade i Catalogue of Life.